# 11대 닥터
11대 닥터(Eleventh Doctor, 열 한번째 닥터)는 BBC의 텔레비전 공상과학 드라마 《닥터 후》의 주인공인 닥터의 모습 중 하나이다. 시즌 5~7에서 맷 스미스가 역을 맡았으며, 동행자로는 에이미 폰드, 로리 윌리엄스, 리버 송, 클라라 오스월드 등이 있다.
드라마 내에서 닥터는 타임로드라 불리는 외계인 종족의 일원이며, 타디스라 불리는 타임 머신을 타고 모험을 한다. 닥터가 치명상을 입으면 재생성을 하여 외모와 성격이 다른 새로운 사람으로 변할 수 있다.

## 배우
닥터는 매우 특별한 역할이고 그것을 소화할 줄 아는 매우 특별한 배우도 필요하다. 연륜이 깊은 동시에 젊어야 하고, 과학자인 동시에 히어로여야 하며, 까불거리는 학생인 동시에 온 우주의 현자여야 한다. 방문으로 들어온 맷 스미스가 대담하고 색다른 타임로드 연기로 우리를 매혹시켰다. 그때 우리는 찾았다고 느꼈다.

2008년 10월 29일 내셔널 텔레비전 어워드 시상식에 참석한 10대 닥터 역의 데이비드 테넌트는 4년 동안 닥터를 연기한 시간이 충분했다고 느낀 만큼 닥터 역에서 하차한다고 전격 선언했다. 인기 최고조의 배우가 하차한다는 소식에 다음 닥터는 누가 맡을 것인가로 관심이 쏠리게 되었는데, 당시 BBC 뉴스는 베팅업체들 사이에서 떠오른 후보로는 시즌 1의 "Bad Wolf"와 "The Parting of the Ways" 편에 출연한 패터슨 조지프가 1위, 2008년 크리스마스 특집 "The Next Doctor"에 출연한 데이비드 모리시가 2위를 달리고 있다고 보도했다. 이 밖에도 3대 닥터 배우 존 퍼트위의 아들인 숀 퍼트위, 2007년 크리스마스 스페셜 "Voyage of the Damned"에서 알론소 프레임 역으로 출연한 러셀 토비나 제임스 매코이도 유력 후보로 거론됐다.
닥터 후의 신임 총괄프로듀서로서 닥터의 배우를 새로 캐스팅하게 된 총괄프로듀서 스티븐 모펏은 처음에는 중년의 배우를 닥터로 캐스팅할 것을 고려하였다. 그러나 결국 11대 닥터 역에는 만 26세의 맷 스미스가 캐스팅되었는데, 이는 닥터 후 역사상 최연소 기록이기도 했다. 종전의 기록을 갖고 있던 5대 닥터 배우 피터 데이비슨의 데뷔 나이보다 세 살이 어린 것이었다. 실제로 모펏을 비롯한 프로듀서들은 처음에는 그렇게 젊은 배우가 닥터를 확실히 연기할 수는 없다고 느꼈기에 맷 스미스를 캐스팅하는 것에 신중한 입장이었다. BBC 웨일스 드라마국장이자 이번에 프로듀서로 합류한 피어스 웽거 역시 비슷한 감상을 공유하고 있었지만, 맷 스미스는 닥터 역을 소화할 만큼 충분히 능력있다는 믿음을 숨기지 않았다. 맷 스미스의 캐스팅 소식은 닥터 후의 제작비화를 다루는 프로그램 《닥터 후 컨피덴셜》에서 처음 공개되었으며, "닥터 역은 멋진 특권이자 도전이기에 꼭 성공하기를 바란다"는 스미스의 소감도 함께 담겼다.

## 등장

### 텔레비전

#### 시즌 5 (2010년)
2010년 신년 특집으로 방영된 "The End of Time" 제2부 에피소드의 막바지에서 10대 닥터가 재생성하면서 처음으로 모습을 드러냈다. 이후 시즌 5 1화 "The Eleventh Hour"에서 처음으로 주인공으로 활약하게 되는데 어린 시절의 에이미 폰드 (캐런 길런)을 만나 침실 벽에 나 있는 알수 없는 거대한 틈새를 조사한다. 그로부터 수년 뒤 성인이 된 에이미는 로리 윌리엄스 (아서 다빌)의 결혼식 전날 닥터의 동행자가 되어 여행을 떠난다. "Victory of the Daleks"에서 윈스턴 처칠을 찾아간 11대 닥터는 뜻하지 않게 달렉의 신세대 구축에 일조하게 되고, 2부작 에피소드 "The Time of Angels" / "Flesh and Stone"에서는 미래의 동행자 리버 송 (알렉스 킹스턴)과 악의 종족 우는 천사와 다시 대면한다. 이 과정에서 에이미의 벽에 가 있던 금이 시공간의 모든 존재를 지워 없애는 것임을 깨닫는다.
에이미의 대쉬를 받고 위기감을 느낀 11대 닥터는 "The Vampires of Venice"에서 에이미의 약혼자 로리를 동행자로 삼고 둘이 여행을 떠나게 한다. 이후 "Cold Blood"에서 로리가 닥터를 지키려다 당하는 바람에 온 역사 속에서 존재가 지워져 버리고 만다. "Amy's Choice"에서는 닥터 본인도 스스로의 어두운 내면과 마주하는데, 드림로드 (토비 존스)라고 하는 자기혐오의 표상이 나타나 벌이는 일련의 고난을 헤쳐나가게 된다. 최종화인 "The Pandorica Opens"와 "The Big Bang"에서는 알 수 없는 외부의 힘으로 타디스가 폭발하는 바람에 우주에 틈새를 일으켜 무너뜨리고 있다는 사실이 드러난다. 이에 닥터가 나서 틈새를 닫고, 현상을 역전시켜 폭발을 막아내는 대신 닥터 스스로가 역사 속에서 지워지고 만다 그러나 리버 송의 도움으로 에이미는 닥터가 존재했다는 사실을 다시 떠올린다. 닥터는 시간선에 다시 나타나, 로리와 함께 에이미의 결혼식 현장에 나타난다. 에이미와 로리 두 사람은 행복한 결혼식을 맞이한다. 이후 에이미와 로리가 신혼여행을 떠난 사이, 11대 닥터는 스핀오프 드라마 《사라 제인 어드벤처》의 에피소드 〈Death of the Doctor〉에 등장하여 전 동행자였던 사라 제인 스미스 (엘리자베스 슬레이든)와 조 그랜트 (케이티 매닝)를 재회한다.